# محمود یکم، سلطان امپراتوری عثمانی
محمود یکم (به زبان ترکی عثمانی: محمود اول)(۲ اوت ۱۶۹۶ – ۱۳ دسامبر ۱۷۵۴) معروف به گوژپشت، از سال ۱۷۳۰ تا ۱۷۵۴ فرمانروای امپراتوری عثمانی بود. محمود پسر اول مصطفی دوم و والده صالحه سلطان بود که در کاخ طوپقاپو  در شهر استانبول زاده شد. محمود یکم برادر بزرگ عثمان سوم بود. او با برکناری عمویش، احمد سوم به‌سلطنت رسید و از وقایع مهم حکومت او جنگ با اتریش، ایران و روسیه بود.

## نگارخانه

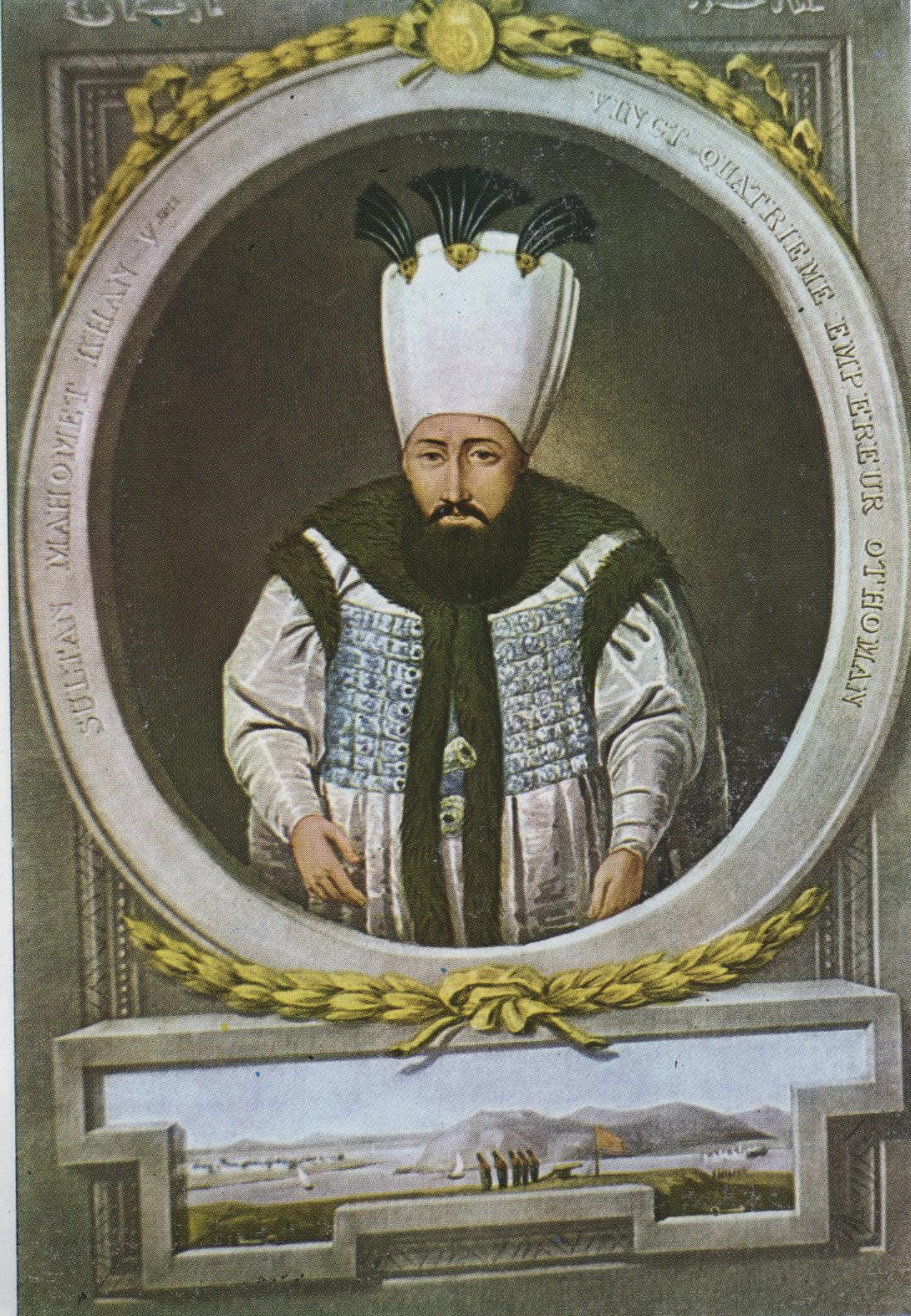
سلطان محمود اول
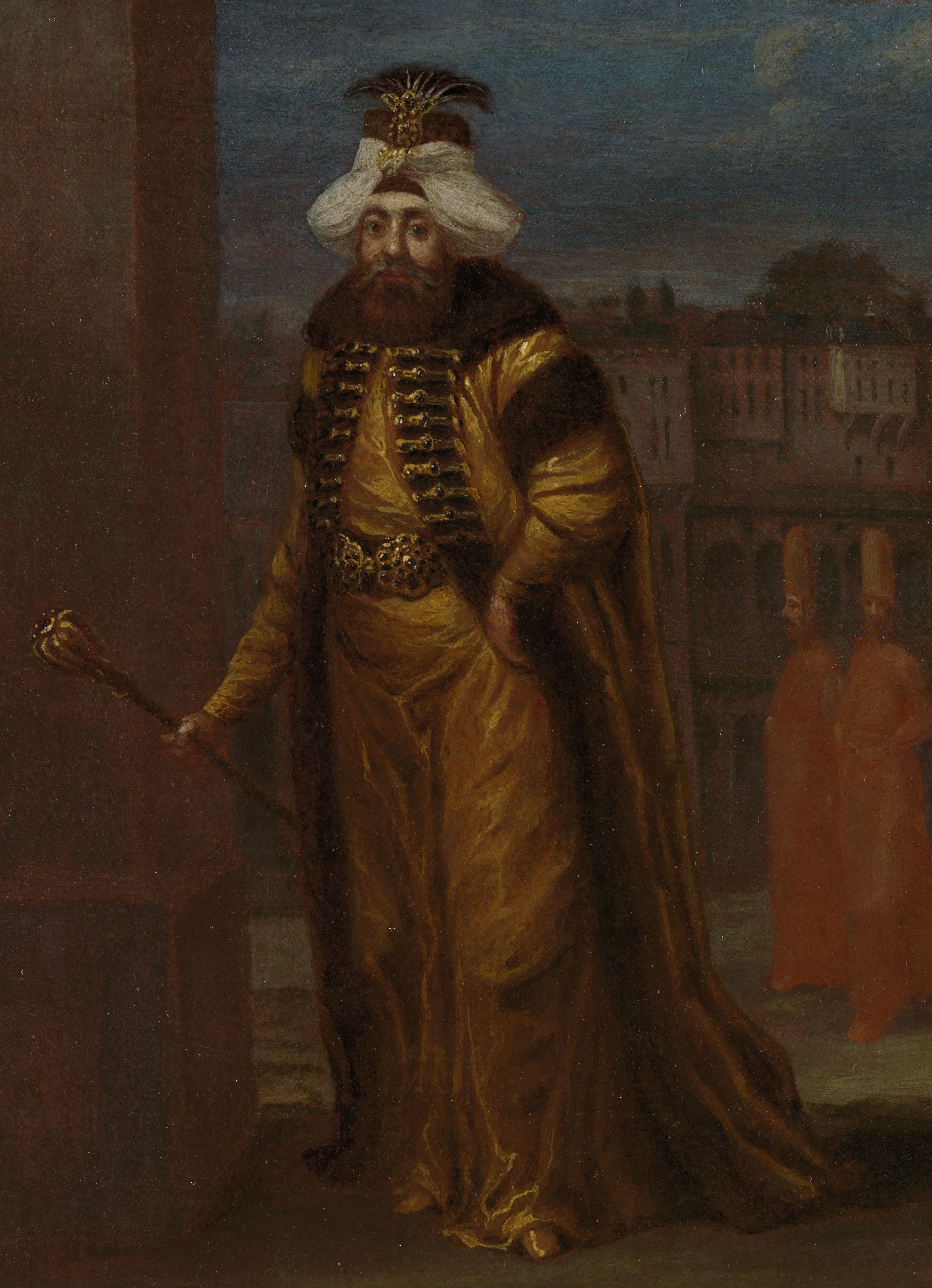
نگاره‌ای از محمود یکم
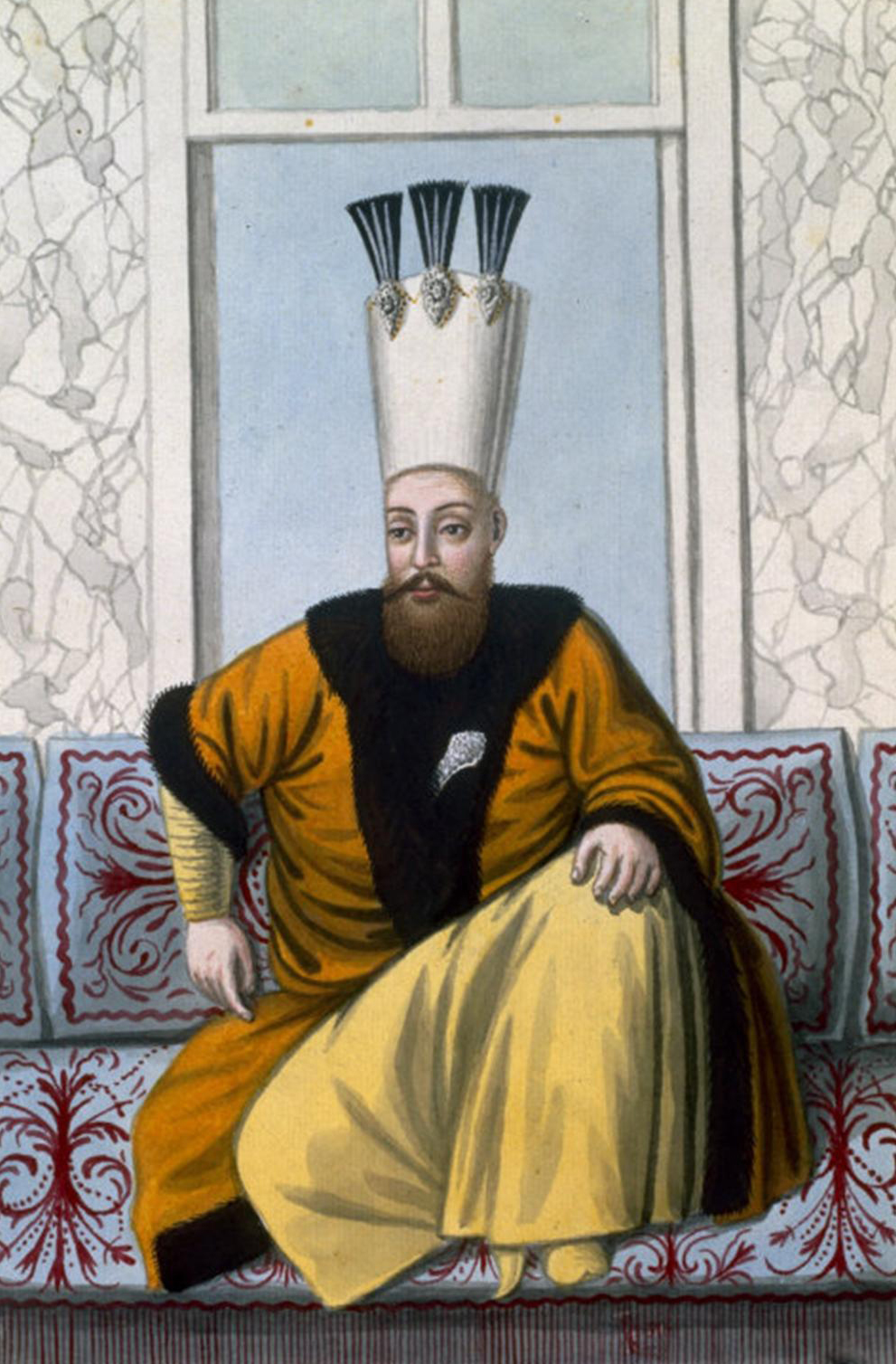
پرتره‌ای از سلطان محمود خان
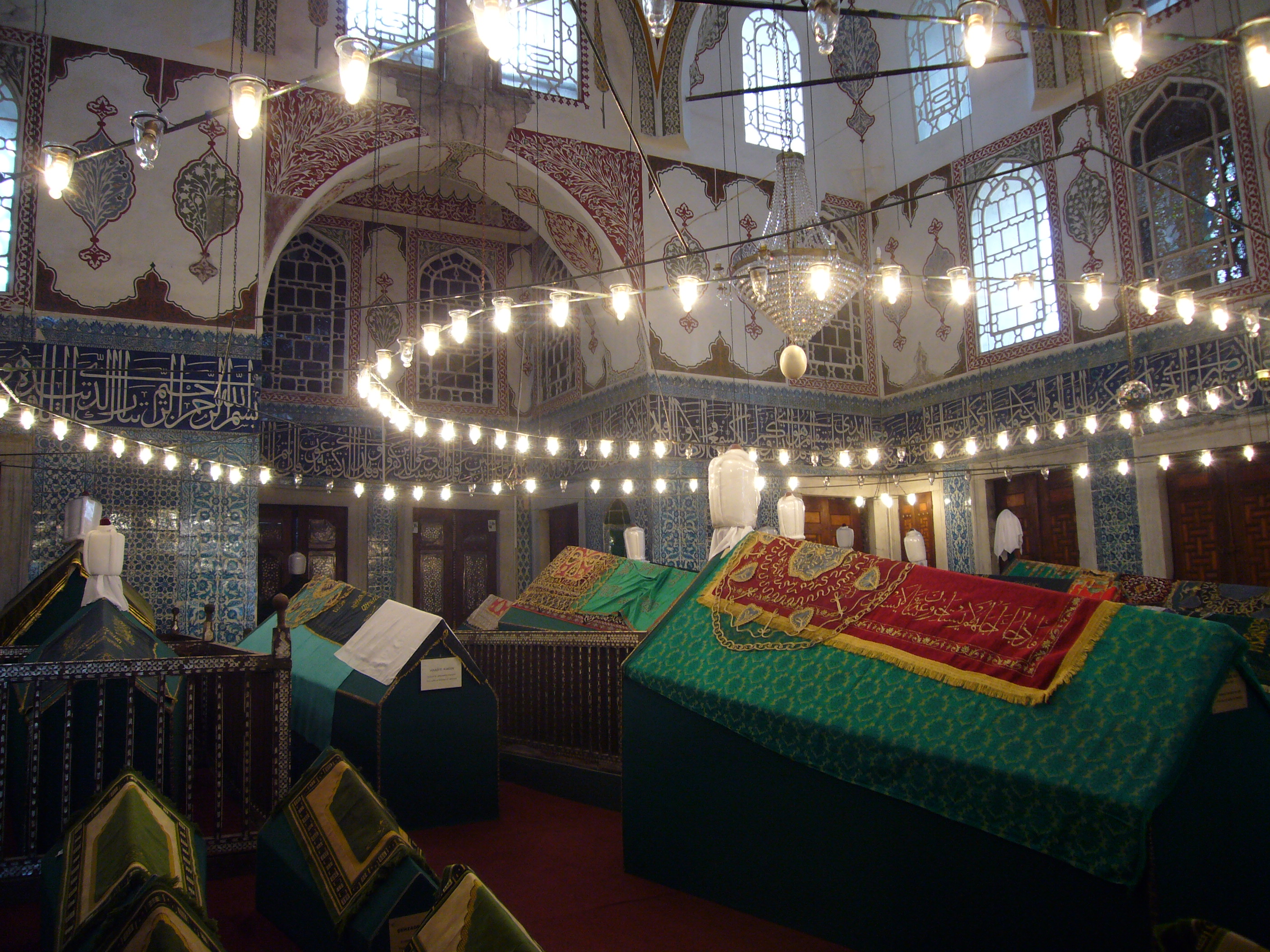
مقبره محمود یکم، مسجد جدید، آرامگاه والده ترخان، استانبول، ترکیه
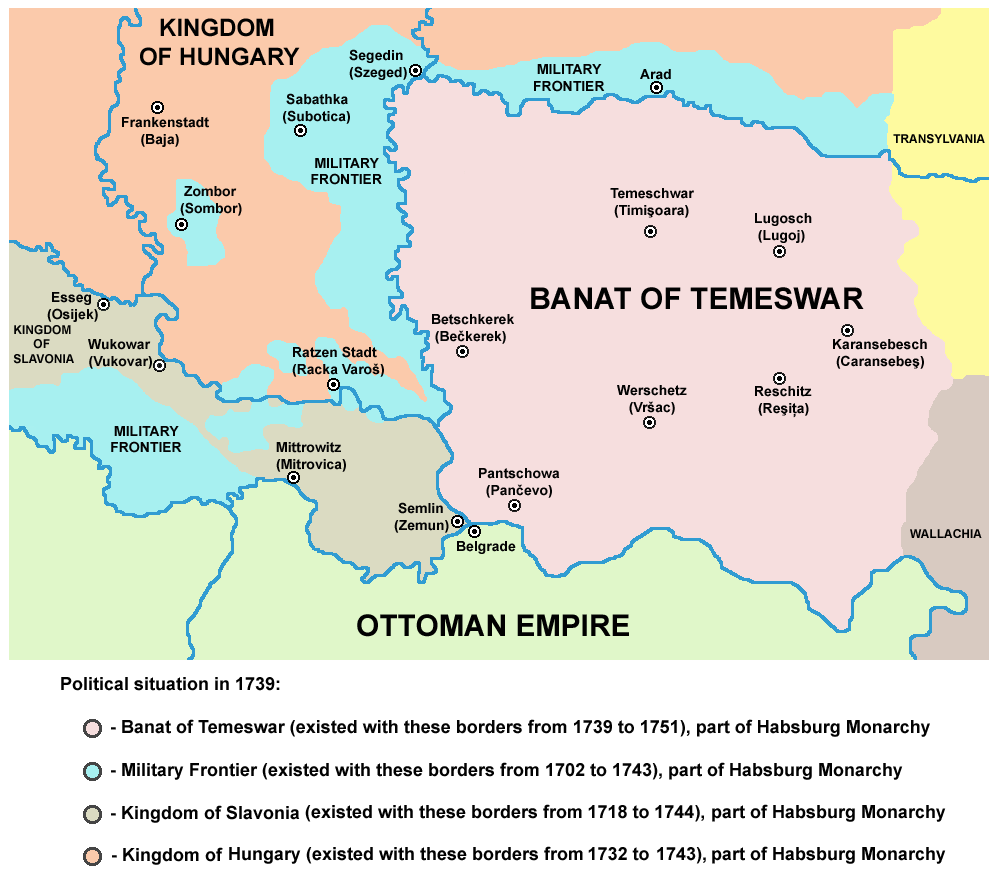
امپراتوری عثمانی با توجه به توافقنامه بلگراد (۱۷۳۹)